# Lungeemfysem
Lungeemfysem (af gr. emphysan, "at blæse op". Hentyder til den forstørrede brystkasse.) er en dødelig sygdom, som i 75% af tilfældene skyldes rygning, men som også kan skyldes genetiske faktorer som α₁-antitrypsinmangel eller Marfans syndrom. Sygdommen kommer af beskadigelse af lungerne. 
For at erstatte ødelagt væv i lungernes yderste vægge har bindevævet udvidet sig; på et røntgenbillede vil brystkassen være helt tøndeformet. Det medfører, at lungen bliver mindre elastisk, hvilket igen medfører, at det bliver sværere at trække vejret. Symptomerne er i starten, at man bliver hurtigt forpustet og udvikler træthed, hovedpine og søvnløshed. De tre sidste symptomer er et resultat af, at lungerne ikke sender ordentligt iltet blod til hjernen. De forstørrede lunger giver større spændinger mellem ribbenene, og derfor føles smerte i brystet. Smerten kan også komme fra de blærer, der også ofte dannes i lungevævet. Lungernes ekstra størrelse medfører ligeledes, at de ikke udskiller kuldioxid nok ved hver udånding. 
Behandlingen består i at lette vejrtrækningen, rygestop samt at hindre infektioner, der kan forværre tilstanden. Sygdommen kan ikke helbredes. Patienter har i reglen en forventet overlevelse på 5 til 10 år efter at tilstanden er begyndt.